# Eleição municipal de Joinville em 2008
A eleição municipal de Joinville em 2008 foi realizada em dois turnos, o primeiro ocorreu no dia 5 de outubro de 2012 e o segundo em 26 de outubro do mesmo ano. A cidade foi às urnas para eleger um prefeito, um vice-prefeito e 19 vereadores no município de Joinville, no Estado de Santa Catarina, no Brasil. O prefeito eleito foi Carlito Merss, do PT, no segundo turno com 62,15% dos votos válidos, disputando com Darci de Matos do DEM que obteve 37,85% dos votos. Para o Legislativo Municipal, o candidato mais bem votado foi o vereador eleito Patrício Destro (DEM), que recolheu 8.540 votos (3,05% dos votos válidos).

## Campanha
A candidatura de Darci de Matos (DEM) foi apoiada pelo governador do estado – e ex-prefeito de Joinville – Luiz Henrique da Silveira (PMDB). A composição com o PSDB refletia a continuidade da gestão tucana de Marco Tebaldi, que assumiu a prefeitura como vice após a eleição de Luiz Henrique ao Palácio Barriga Verde.
Merss, que fez uma campanha de oposição ao prefeito Marco Tebaldi (PSDB), liderou toda a disputa de segundo turno.

## Resultados

### Prefeito
Primeiro turno
Sete candidatos disputaram o cargo de Prefeito de Joinville. Os dois candidatos mais bem votados, Carlito Merss (PT) e Darci de Matos (DEM), seguiram para o segundo turno.
| Candidato(a)            | Vice                    | 1º Turno | 1º Turno    |
| Candidato(a)            | Vice                    | Votação  | Votação     |
| Candidato(a)            | Vice                    | Total    | Porcentagem |
| ----------------------- | ----------------------- | -------- | ----------- |
| Carlito Merss (PT)      | Ingo Butzke (PR)        | 106.164  | 37,14%      |
| Darci de Matos (DEM)    | Fabio Dalonso (PSDB)    | 68.499   | 23,96%      |
| Kennedy Nunes (PP)      | Nelson Trigo (PP)       | 52.890   | 18,5%       |
| Mauro Mariani (PMDB)    | José Vieira (PPS)       | 36.292   | 12,69%      |
| R. Bornholdt (PCdoB)    | João Gaspar Rosa (PSB)  | 14.558   | 5,09%       |
| Rogerio Novaes (PV)     | Hercílio Reberti (PV)   | 7.114    | 2,49%       |
| Darci Castro (PSDB)     | E. Jankowski (PSTU)     | 363      | 0,13%       |
| Total de votos válidos  | Total de votos válidos  | 285.880  | 94,61%      |
| Votos em branco         | Votos em branco         | 6.213    | 3,33%       |
| Votos nulos             | Votos nulos             | 10.055   | 2,06%       |
| Total de votos apurados | Total de votos apurados | 302.148  | 100%        |
| Abstenção               | Abstenção               | 38.335   | 11,26%      |
| Total de eleitores      | Total de eleitores      | 369.702  | 100%        |

Segundo turno
Segundo turno
No dia 28 de outubro de 2012, Udo Döhler ganhou a disputa de segundo turno com 55,60% dos votos válidos.
| Candidato               | Vice                    | 2º Turno | 2º Turno    |
| Candidato               | Vice                    | Votação  | Votação     |
| Candidato               | Vice                    | Total    | Porcentagem |
| ----------------------- | ----------------------- | -------- | ----------- |
| Carlito Merss (PT)      | Ingo Butzke (PR)        | 170.955  | 62,15%      |
| Darci de Matos (PSD)    | Fabio Dalonso (PSDB)    | 104.135  | 37,85%      |
| Total de votos válidos  | Total de votos válidos  | 296.153  | 94,07%      |
| Votos em branco         | Votos em branco         | 6.911    | 2,34%       |
| Votos nulos             | Votos nulos             | 13.167   | 4,46%       |
| Total de votos apurados | Total de votos apurados | 295.168  | 86,69%      |
| Abstenções              | Abstenções              | 45.315   | 13,31%      |
| Total de eleitores      | Total de eleitores      | 340.483  | 100%        |

### Vereador
| Partido            | Partido            | Candidato                | Votos   | Porcentagem |
| ------------------ | ------------------ | ------------------------ | ------- | ----------- |
|                    | DEM                | Patrício Destro          | 8.540   | 3,05%       |
|                    | PT                 | Adilson Mariano          | 5.574   | 1,99%       |
|                    | PSDB               | Maurício Peixer          | 5.368   | 1,91%       |
|                    | PT                 | Marcos Aurélio Fernandes | 5.135   | 1,83%       |
|                    | DEM                | Alodir de Cristo         | 5.133   | 1,83%       |
|                    | PSDB               | Roberto Bisoni           | 5.076   | 1,81%       |
|                    | PPS                | Sandro Silva             | 4.978   | 1,78%       |
|                    | DEM                | Odir Nunes               | 4.664   | 1,66%       |
|                    | PT                 | Manoel Francisco Bento   | 4.261   | 1,52%       |
|                    | PSDB               | Lauro Kalfels            | 4.240   | 1,51%       |
|                    | PT                 | João Rinaldi             | 4.200   | 1,5%        |
|                    | PMDB               | Tânia Eberhardt          | 4.086   | 1,46%       |
|                    | PMDB               | Jucelino Girardi         | 3.888   | 1,39%       |
|                    | PSDB               | Joaquim Alves dos Santos | 3.834   | 1,37%       |
|                    | PSL                | Dalila Rosa Leal         | 3.268   | 1,17%       |
|                    | PDT                | James Schroeder          | 3.133   | 1,12%       |
|                    | PMDB               | Osmar Fritz              | 3.086   | 1,1%        |
|                    | PPS                | Juarez Pereira           | 2.707   | 0,97%       |
|                    | PP                 | Zilnete Nunes            | 2.514   | 0,9%        |
| → Votos brancos    | → Votos brancos    | → Votos brancos          | 12.001  | 3,97%       |
| → Votos nulos      | → Votos nulos      | → Votos nulos            | 9.822   | 3,25%       |
| Total apurado      | Total apurado      | Total apurado            | 302.148 | 86,77%      |
| Abstenção          | Abstenção          | Abstenção                | 38.335  | 11,26%      |
| Total de eleitores | Total de eleitores | Total de eleitores       | 340.483 | 100%        |